# Киселёв, Алексей Семёнович
Алексей Семёнович Киселёв (1879, село Авдотьино близ Иваново-Вознесенска — 30 октября 1937) — российский революционер, советский партийный и государственный деятель.

## Биография
Родился в селе Авдотьино Шуйского уезда Владимирской губернии (ныне в черте города Иваново) в рабочей семье. С 7-летнего возраста работал в крестьянском хозяйстве. Окончил церковно-приходскую школу. В 14 лет поступил учеником слесаря на Куваевскую мануфактуру.
В 1898 году вступил в РСДРП. Неоднократно арестовывался за революционную деятельность, которую вёл в Харькове, Иваново-Вознесенске, Москве, Одессе и Баку. В 1914 году избран в члены ЦК РСДРП(б), в том же году был направлен в Австро-Венгрию с партийными поручениями к В. И. Ленину. Летом 1914 года, по возвращении из-за границы, был схвачен полицией и осуждён на ссылку в Сибирь, однако вскоре сумел бежать в Енисейске из-под стражи и вплоть до свержения самодержавия находился на нелегальном положении в Красноярске, Енисейске и Верхнеудинске.

Киселёв А. С.

После Февральской революции 1917 года был в Иваново-Вознесенске членом горкома РСДРП(б) и председателем Горсовета. На 1-м Всероссийском съезде Советов избран в состав ВЦИК. После Октябрьской революции участвовал в Гражданской войне, руководил в 1918 году защитой Оренбурга при наступлении белогвардейских войск Колчака и Дутова.
С 1919 — председатель Центротекстиля, член комиссии СНК по Туркестану. Был членом Президиума ВЦИК.

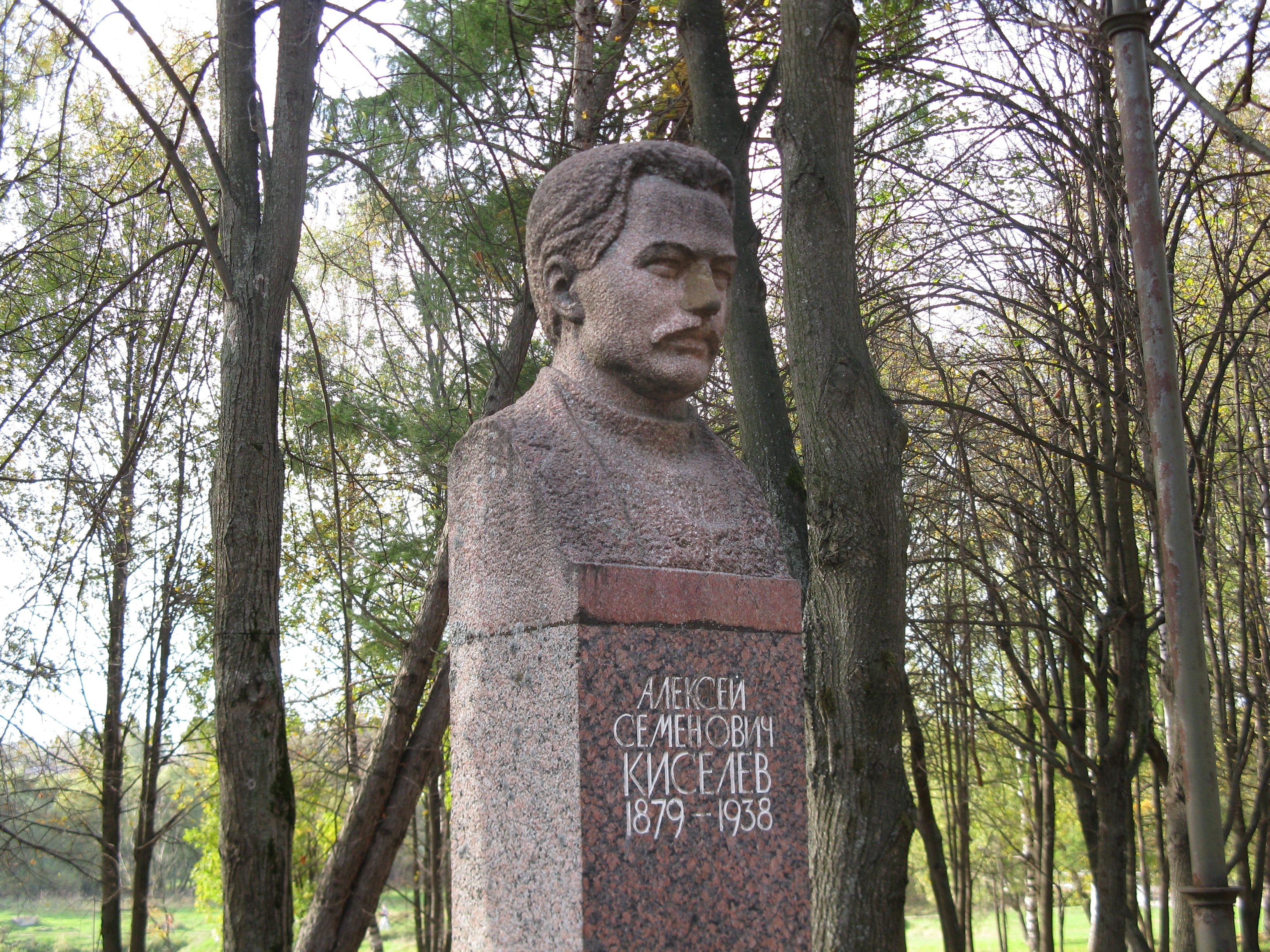
Бюст Алексея Киселёва в мемориале Красная Талка (Иваново)

В 1920 году А. С. Киселёв был избран председателем профсоюза горнорабочих, с 1921 по 1923 год на должности председателя Малого Совнаркома. Занимал посты наркома Рабоче-Крестьянской Инспекции (РКИ) РСФСР и заместителя наркома РКИ СССР. На 2-м Всесоюзном съезде Советов был избран в ЦИК СССР, с 1924 года и вплоть до ареста в сентябре 1937 года работал секретарём ВЦИК и членом его Президиума.
26 января — 10 февраля 1934 года делегат XVII съезда ВКП(б) с совещательным голосом.
Кандидат в члены ЦК партии (1917—1919, 1921—1923, 1925—1934). Член Центральной контрольной комиссии и член Президиума ЦКК РКП(б) (1923—1925). Член Центральной ревизионной комиссии ВКП(б) (с 1934 года).
Арестован и расстрелян в ходе сталинских репрессий. Полностью реабилитирован Военной коллегией Верховного Суда СССР 4 апреля 1956 года.